# Montreal Classic 1980
Il Montreal Classic 1980 è stato un torneo di tennis giocato sul cemento. È stata la 2ª edizione del torneo, che fa parte del WTA Tour 1980. Si è giocato a Montréal in Canada, dal 14 al 20 luglio 1980.

## Campionesse

### Singolare
Martina Navrátilová ha battuto in finale  Greer Stevens con il punteggio di 6–2, 6–1

### Doppio
Pam Shriver /  Anne Smith hanno battuto in finale  Ann Kiyomura /  Greer Stevens che si sono ritirate sul punteggio di 3–6, 6–6